# Midway-atoll
A Midway-atoll (vagy Midway-szigetek, hawaii nyelven Pihemanu) egy 6,2 négyzetkilométer nagyságú atoll a Csendes-óceán északi részén. Kb. a Honolulu–Tokió hajóút harmadánál található. 
A két fő sziget az Eastern Island és a Sand Island.

## Története
A Hawaii-szigetsorhoz kapcsolódó, attól azonban 1850 km-re az északnyugatra fekvő, az Északnyugati Hawaii-szigetek közé sorolt atollcsoportot az amerikaiak fedezték fel 1859-ben. 1867 óta tartozik az Egyesült Államokhoz.
1942-ben itt és a tágabb környékén zajlott le az egyik legnagyobb második világháborús tengeri ütközet, a midwayi csata.
A kisebb szigeten haditámaszpont működött, amit 1993-ban felszámoltak. Azóta természetvédelmi terület, semmilyen formájú katonai vagy gazdasági tevékenység nem folyik rajta.

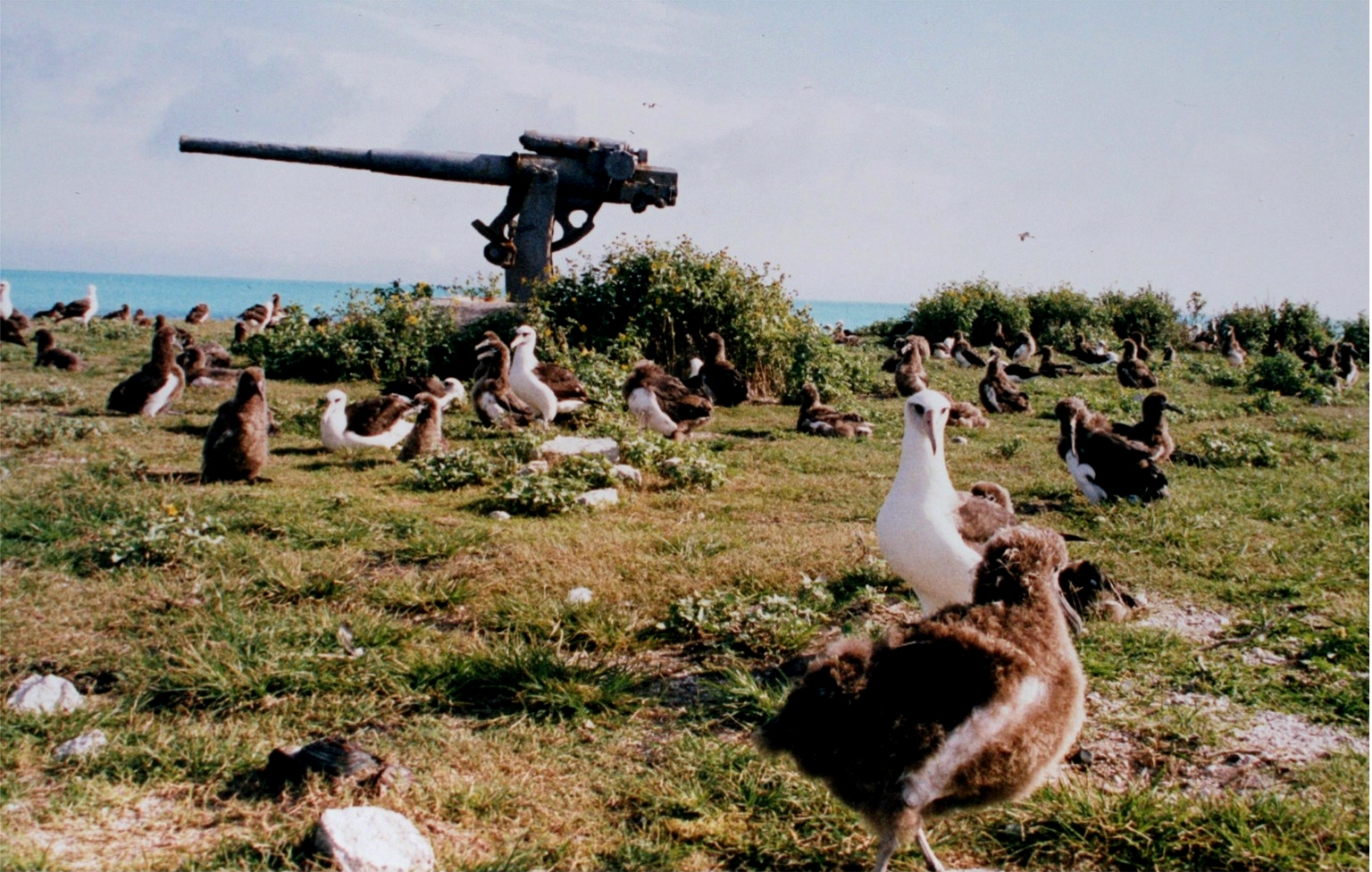
Laysan-albatroszok (Phoebastria immutabilis) az egyik szigeten